# Gabriel
Gabrijel ili Gabriel (heb. Gavriʼel; lat. Gabriel; grč. Γαβριήλ; arap. جبريل Jibrīl, Džibril, a znači "moja je moć Bog", "moj je ratnik Bog"), u judeo-kršćanskoj i islamskoj tradiciji, ime je jednoga od arkanđela. Neke vjerske tradicije vjeruju da Gabriel nosi veliku trubu kojom će objaviti Sudnji dan i dolazak Boga, a kršćanska i islamska tradicija ga također opisuje kao vjesnika ili glasnika, pa ga se često naziva "anđelom glasnikom".

## Arkanđeo Gabrijel u Bibliji
U Bibliji se prvi puta pojavljuje u Starom zavjetu u knjizi proroka Daniela, gdje dolazi Danijelu kako bi mu objasnio viziju ovna i koze i priopćio mu pretkazanje sedamdeset tjedana. Također, on je taj koji je pomogao Mojsiju razdvojiti Crveno more u trenutku kada su Židovi bježali pred Egipćanima. U Novom zavjetu Gabriel je taj koji navješćuje Zahariji da će mu se roditi sin, Ivan Krstitelj, a Djevici Mariji da će roditi Isusa.
Ponekad se spominje kao arkanđeo koji puše u rog nagovještajući time "Sudnji dan".

## Arkanđeo Gabrijel u Kuranu
Muslimani vjeruju kako je on bio medij preko kojeg je Muhammedu Bog otkrio Qur'an, a nazivaju ga Džibril. Poslije Muhamedove smrti, Džibril se još jednom pojavio kako bi otpratio prorokov duh Alahu. Također, muslimani vjeruju da se Džibril vraća svake godine tijekom Laylat al-Qadra, odnosno Noći sudbine, jedne u posljednjih deset dana mjeseca Ramazana, u kojoj je prema vjerovanju objavljen Kuran.

## Štovanje
Gabrijela povezuju s emocijama i srcem. Kao zaštitnika štuju ga glasonoše i pismonoše. Papa Pio XII. proglasio ga je 1951. godine zaštitnikom telekomunikacija: telegrafa, telefona, radija i televizije. Katolička Crkva slavi blagdan sv. Gabriela 29. rujna, Anglikanska Crkva 29. rujna, Pravoslavna Crkva 8. studenog, a Etiopska pravoslavna Crkva 8. prosinca.